# Epizeuxis annulata
Epizeuxis annulata là một loài bướm đêm trong họ Noctuidae.